# 克雷斯 (洛特省)
克雷斯（法語：Creysse，法語發音：[kʁɛs]）是法国洛特省的一个市镇，属于古尔东区。

## 地理
克雷斯（44°53'9"N, 1°35'47"E）面积9.51 平方千米，位于法国奧克西塔尼大區洛特省，该省份为法国西南部内陆省份，北起顺时针与科雷兹省、康塔爾省、阿韦龙省、塔恩-加龙省、洛特-加龍省和多尔多涅省接壤。
与克雷斯接壤的市镇（或旧市镇、城区）包括：马尔泰勒、巴拉杜、梅罗讷、蒙瓦朗、圣索齐、迈拉克。

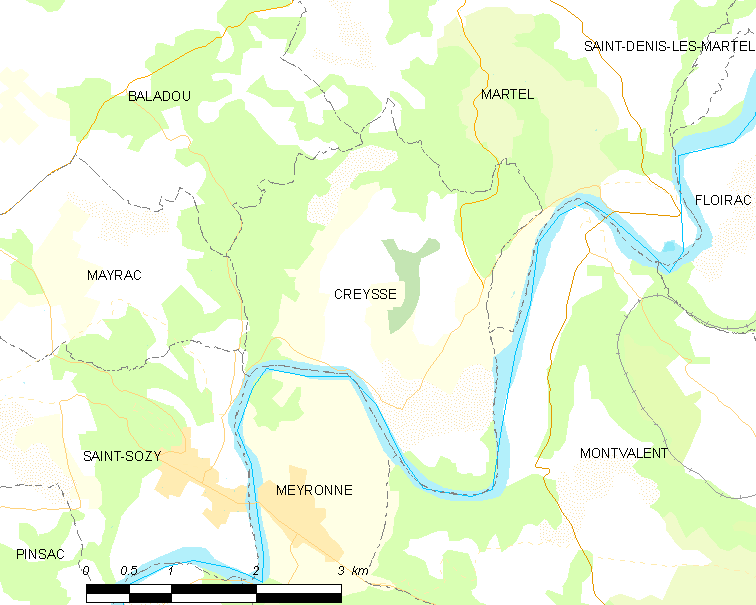
的OSM定位图

克雷斯的时区为UTC+01:00、UTC+02:00（夏令时）。

## 行政
克雷斯的邮政编码为46600，INSEE市镇编码为46084。

## 政治
克雷斯所属的省级选区为马尔泰勒县。

## 人口

1962-2008年间人口变化图示

克雷斯于2022年1月1日时的人口数量为311人。